# William Conton
William Farquhar Conton, född 1925 i Banjul, Gambia, död 2003, var en sierraleonsk författare och historiker, känd för romanen The African (1960) och historieverket West Africa in History (1961).
The African är en delvis självbiografisk roman om en afrikansk student i Storbritannien, som när han återvänder till sitt hemland ägnar sig åt nationalistpolitik och slutligen blir president. Boken var en bestseller i många delar av Afrika men har inte översatts till svenska.

## Bakgrund och uppväxt
Conton var son till pastorn Cecil Conton, född 1885, död 1926, och Olive Conton (född Farquhar) och växte upp i Gambia. Conton och Farquhar var kreolfamiljer av karibiskt ursprung, som flyttade till Sierra Leone på 1800-talet. Hans far var född i Bermuda och hans mor i Antigua.

## Utbildning
Conton utbildade sig vid Durham University i England. Efter studierna undervisade han vid Fourah Bay College, i Freetown, Sierra Leone, innan han blev rektor vid Accra High School i Ghana. Senare återvände Conton till Sierra Leone där han 1953 blev rektor vid en gymnasieskola i Bo, Government Secondary School, och 1960 rektor vid gymnasieskolan Principal of Prince of Wales School, i Freetown. Därefter fick han uppdraget som Sierra Leones utbildningsminister. Han kom senare att arbeta för Unesco.
Contons roman The African handlar om en kärleksaffär i England mellan en svart afrikansk student och en vit sydafrikansk kvinna, med självbiografiska inslag. Wole Soyinka kritiserade romanen som ”utopisk optimism” och kallade romanens huvudperson och hjälte, Kisimi Kamara, för en självupptagen pedant ("unbelievable prig").

## Familj
William Conton gifte sig med Bertha Thompson (Easmon som ogift) och fick sex barn. En av hans söner, Brian Conton, arbetar i Sierra Leone.